# Seznam olympijských medailistů v plavání
Toto je seznam olympijských medailistů v plavání na letních olympijských hrách.

## 50 m volný způsob
| Rok      | Zlato                                         | Stříbro                                       | Bronz                                              |
| -------- | --------------------------------------------- | --------------------------------------------- | -------------------------------------------------- |
| LOH 1988 | Matt Biondi · Spojené státy americké (USA)    | Tom Jager · Spojené státy americké (USA)      | Gennadij Prigoda · Sovětský svaz (URS)             |
| LOH 1992 | Alexandr Popov · Sjednocený tým (EUN)         | Matt Biondi · Spojené státy americké (USA)    | Tom Jager · Spojené státy americké (USA)           |
| LOH 1996 | Alexandr Popov · Rusko (RUS)                  | Gary Hall, Jr. · Spojené státy americké (USA) | Fernando Scherer · Brazílie (BRA)                  |
| LOH 2000 | Anthony Ervin · Spojené státy americké (USA)  | neudělena                                     | Pieter van den Hoogenband · Nizozemsko (NED)       |
| LOH 2000 | Gary Hall, Jr. · Spojené státy americké (USA) | neudělena                                     | Pieter van den Hoogenband · Nizozemsko (NED)       |
| LOH 2004 | Gary Hall, Jr. · Spojené státy americké (USA) | Duje Draganja · Chorvatsko (CRO)              | Roland Mark Schoeman · Jihoafrická republika (RSA) |
| LOH 2008 | César Cielo Filho · Brazílie (BRA)            | Amaury Leveaux · Francie (FRA)                | Alain Bernard · Francie (FRA)                      |
| LOH 2012 | Florent Manaudou · Francie (FRA)              | Cullen Jones · Spojené státy americké (USA)   | César Cielo Filho · Brazílie (BRA)                 |
| LOH 2016 | Anthony Ervin · Spojené státy americké (USA)  | Florent Manaudou · Francie (FRA)              | Nathan Adrian · Spojené státy americké (USA)       |
| LOH 2020 | Caeleb Dressel · Spojené státy americké (USA) | Florent Manaudou · Francie (FRA)              | Bruno Fratus · Brazílie (BRA)                      |
| LOH 2024 | Cameron McEvoy · Austrálie (AUS)              | Ben Proud · Velká Británie (GBR)              | Florent Manaudou · Francie (FRA)                   |

## 100 m volný způsob
| Rok       | Zlato                                              | Stříbro                                            | Bronz                                                                           |
| --------- | -------------------------------------------------- | -------------------------------------------------- | ------------------------------------------------------------------------------- |
| LOH 1896  | Alfréd Hajós · Maďarsko (HUN)                      | Otto Herschmann · Rakousko (AUT)                   | neudělena                                                                       |
| 1900–1904 | nebyly na programu OH                              | nebyly na programu OH                              | nebyly na programu OH                                                           |
| LOH 1908  | Charles Daniels · Spojené státy americké (USA)     | Zoltán Halmay · Maďarsko (HUN)                     | Harald Julin · Švédsko (SWE)                                                    |
| LOH 1912  | Duke Kahanamoku · Spojené státy americké (USA)     | Cecil Healy · Australasie (ANZ)                    | Kenneth Huszagh · Spojené státy americké (USA)                                  |
| LOH 1920  | Duke Kahanamoku · Spojené státy americké (USA)     | Pua Kealoha · Spojené státy americké (USA)         | William Harris · Spojené státy americké (USA)                                   |
| LOH 1924  | Johnny Weissmüller · Spojené státy americké (USA)  | Duke Kahanamoku · Spojené státy americké (USA)     |                                                                                 |
| LOH 1928  | Johnny Weissmüller · Spojené státy americké (USA)  | István Bárány · Maďarsko (HUN)                     | Katsuo Takaishi · Japonsko (JPN)                                                |
| LOH 1932  | Jasudži Mijazaki · Japonsko (JPN)                  | Tatsugo Kawaishi · Japonsko (JPN)                  | Albert Schwartz · Spojené státy americké (USA)                                  |
| LOH 1936  | Ferenc Csík · Maďarsko (HUN)                       | Masanori Yusa · Japonsko (JPN)                     | Shigeo Arai · Japonsko (JPN)                                                    |
| LOH 1948  | Walter Ris · Spojené státy americké (USA)          | Alan Ford · Spojené státy americké (USA)           | Géza Kádas · Maďarsko (HUN)                                                     |
| LOH 1952  | Clarke Scholes · Spojené státy americké (USA)      | Hiroši Suzuki · Japonsko (JPN)                     | Göran Larsson · Švédsko (SWE)                                                   |
| LOH 1956  | Jon Henricks · Austrálie (AUS)                     | John Devitt · Austrálie (AUS)                      | Gary Chapman · Austrálie (AUS)                                                  |
| LOH 1960  | John Devitt · Austrálie (AUS)                      | Lance Larson · Spojené státy americké (USA)        | Manuel dos Santos · Brazílie (BRA)                                              |
| LOH 1964  | Don Schollander · Spojené státy americké (USA)     | Robert McGregor · Velká Británie (GBR)             | Hans-Joachim Klein · Tým sjednoceného Německa (EUA)                             |
| LOH 1968  | Mike Wenden · Austrálie (AUS)                      | Kenneth Walsh · Spojené státy americké (USA)       | Mark Spitz · Spojené státy americké (USA)                                       |
| LOH 1972  | Mark Spitz · Spojené státy americké (USA)          | Jerry Heidenreich · Spojené státy americké (USA)   | Vladimir Bure · Sovětský svaz (URS)                                             |
| LOH 1976  | Jim Montgomery · Spojené státy americké (USA)      | Jack Babashoff · Spojené státy americké (USA)      | Peter Nocke · Západní Německo (FRG)                                             |
| LOH 1980  | Jörg Woithe · Německá demokratická republika (GDR) | Per Holmertz · Švédsko (SWE)                       | Per Johansson · Švédsko (SWE)                                                   |
| LOH 1984  | Rowdy Gaines · Spojené státy americké (USA)        | Mark Stockwell · Austrálie (AUS)                   | Per Johansson · Švédsko (SWE)                                                   |
| LOH 1988  | Matt Biondi · Spojené státy americké (USA)         | Chris Jacobs · Spojené státy americké (USA)        | Stéphan Caron · Francie (FRA)                                                   |
| LOH 1992  | Alexandr Popov · Sjednocený tým (EUN)              | Gustavo Borges · Brazílie (BRA)                    | Stéphan Caron · Francie (FRA)                                                   |
| LOH 1996  | Alexandr Popov · Rusko (RUS)                       | Gary Hall, Jr. · Spojené státy americké (USA)      | Gustavo Borges · Brazílie (BRA)                                                 |
| LOH 2000  | Pieter van den Hoogenband · Nizozemsko (NED)       | Alexandr Popov · Rusko (RUS)                       | Gary Hall, Jr. · Spojené státy americké (USA)                                   |
| LOH 2004  | Pieter van den Hoogenband · Nizozemsko (NED)       | Roland Mark Schoeman · Jihoafrická republika (RSA) | Ian Thorpe · Austrálie (AUS)                                                    |
| LOH 2008  | Alain Bernard · Francie (FRA)                      | Eamon Sullivan · Austrálie (AUS)                   | César Cielo Filho · Brazílie (BRA) · Jason Lezak · Spojené státy americké (USA) |
| LOH 2012  | Nathan Adrian · Spojené státy americké (USA)       | James Magnussen · Austrálie (AUS)                  | Brent Hayden · Kanada (CAN)                                                     |
| LOH 2016  | Kyle Chalmers · Austrálie (AUS)                    | Pieter Timmers · Belgie (BEL)                      | Nathan Adrian · Spojené státy americké (USA)                                    |
| LOH 2020  | Caeleb Dressel · Spojené státy americké (USA)      | Kyle Chalmers · Austrálie (AUS)                    | Kliment Kolesnikov · Sportovci ROV (ROC)                                        |
| LOH 2024  | Pchan Ča-le · Čína (CHN)                           | Kyle Chalmers · Austrálie (AUS)                    | David Popovici · Rumunsko (ROM)                                                 |

## 200 m volný způsob
| Rok       | Zlato                                         | Stříbro                                        | Bronz                                           |
| --------- | --------------------------------------------- | ---------------------------------------------- | ----------------------------------------------- |
| 1904–1964 | závod nebyl na programu OH                    | závod nebyl na programu OH                     | závod nebyl na programu OH                      |
| LOH 1968  | Mike Wenden · Austrálie (AUS)                 | Don Schollander · Spojené státy americké (USA) | John Nelson · Spojené státy americké (USA)      |
| LOH 1972  | Mark Spitz · Spojené státy americké (USA)     | Steve Genter · Spojené státy americké (USA)    | Werner Lampe · Západní Německo (FRG)            |
| LOH 1976  | Bruce Furniss · Spojené státy americké (USA)  | John Naber · Spojené státy americké (USA)      | Jim Montgomery · Spojené státy americké (USA)   |
| LOH 1980  | Sergej Kopljakov · Sovětský svaz (URS)        | Andrej Krylov · Sovětský svaz (URS)            | Graeme Brewer · Austrálie (AUS)                 |
| LOH 1984  | Michael Gross · Západní Německo (FRG)         | Michael Heath · Spojené státy americké (USA)   | Thomas Fahrner · Západní Německo (FRG)          |
| LOH 1988  | Duncan Armstrong · Austrálie (AUS)            | Anders Holmertz · Švédsko (SWE)                | Matt Biondi · Spojené státy americké (USA)      |
| LOH 1992  | Jevgenij Sadovyj · Sjednocený tým (EUN)       | Anders Holmertz · Švédsko (SWE)                | Antti Kasvio · Finsko (FIN)                     |
| LOH 1996  | Danyon Loader · Nový Zéland (NZL)             | Gustavo Borges · Brazílie (BRA)                | Daniel Kowalski · Austrálie (AUS)               |
| LOH 2000  | Pieter van den Hoogenband · Nizozemsko (NED)  | Ian Thorpe · Austrálie (AUS)                   | Massimiliano Rosolino · Itálie (ITA)            |
| LOH 2004  | Ian Thorpe · Austrálie (AUS)                  | Pieter van den Hoogenband · Nizozemsko (NED)   | Michael Phelps · Spojené státy americké (USA)   |
| LOH 2008  | Michael Phelps · Spojené státy americké (USA) | Pak Tche-hwan · Jižní Korea (KOR)              | Peter Vanderkaay · Spojené státy americké (USA) |
| LOH 2012  | Yannick Agnel · Francie (FRA)                 | Pak Tche-hwan · Jižní Korea (KOR)              | Nebyla udělena                                  |
| LOH 2012  | Yannick Agnel · Francie (FRA)                 | Sun Jang · Čína (CHN)                          | Nebyla udělena                                  |
| LOH 2016  | Sun Jang · Čína (CHN)                         | Chad le Clos · Jihoafrická republika (RSA)     | Conor Dwyer · Spojené státy americké (USA)      |
| LOH 2020  | Thomas Dean · Velká Británie (GBR)            | Duncan Scott · Velká Británie (GBR)            | Fernando Scheffer · Brazílie (BRA)              |
| LOH 2024  | David Popovici · Rumunsko (ROM)               | Matthew Richards · Velká Británie (GBR)        | Luke Hobson · Spojené státy americké (USA)      |

## 400 m volný způsob
| Rok      | Zlato                                              | Stříbro                                        | Bronz                                           |
| -------- | -------------------------------------------------- | ---------------------------------------------- | ----------------------------------------------- |
| LOH 1908 | Henry Taylor · Velká Británie (GBR)                | Frank Beaurepaire · Australasie (ANZ)          | Otto Scheff · Rakousko (AUT)                    |
| LOH 1912 | George Hodgson · Kanada (CAN)                      | Jack Hatfield · Velká Británie (GBR)           | Harold Hardwick · Australasie (ANZ)             |
| LOH 1920 | Norman Ross · Spojené státy americké (USA)         | Ludy Langer · Spojené státy americké (USA)     | George Vernot · Kanada (CAN)                    |
| LOH 1924 | Johnny Weissmüller · Spojené státy americké (USA)  | Arne Borg · Švédsko (SWE)                      | Andrew Charlton · Austrálie (AUS)               |
| LOH 1928 | Alberto Zorrilla · Argentina (ARG)                 | Andrew Charlton · Austrálie (AUS)              | Arne Borg · Švédsko (SWE)                       |
| LOH 1932 | Buster Crabbe · Spojené státy americké (USA)       | Jean Taris · Francie (FRA)                     | Tsutomu Oyokota · Japonsko (JPN)                |
| LOH 1936 | Jack Medica · Spojené státy americké (USA)         | Shunpei Uto · Japonsko (JPN)                   | Shozo Makino · Japonsko (JPN)                   |
| LOH 1948 | William Smith · Spojené státy americké (USA)       | James McLane · Spojené státy americké (USA)    | John Marshall · Austrálie (AUS)                 |
| LOH 1952 | Jean Boiteux · Francie (FRA)                       | Ford Konno · Spojené státy americké (USA)      | Per-Olof Östrand · Švédsko (SWE)                |
| LOH 1956 | Murray Rose · Austrálie (AUS)                      | Tsuyoshi Yamanaka · Japonsko (JPN)             | George Breen · Spojené státy americké (USA)     |
| LOH 1960 | Murray Rose · Austrálie (AUS)                      | Tsuyoshi Yamanaka · Japonsko (JPN)             | John Konrads · Austrálie (AUS)                  |
| LOH 1964 | Don Schollander · Spojené státy americké (USA)     | Frank Wiegand · Tým sjednoceného Německa (EUA) | Allan Wood · Austrálie (AUS)                    |
| LOH 1968 | Mike Burton · Spojené státy americké (USA)         | Ralph Hutton · Kanada (CAN)                    | Alain Mosconi · Francie (FRA)                   |
| LOH 1972 | Brad Cooper · Austrálie (AUS)                      | Steve Genter · Spojené státy americké (USA)    | Tom McBreen · Spojené státy americké (USA)      |
| LOH 1976 | Brian Goodell · Spojené státy americké (USA)       | Tim Shaw · Spojené státy americké (USA)        | Vladimir Raskatov · Sovětský svaz (URS)         |
| LOH 1980 | Vladimir Salnikov · Sovětský svaz (URS)            | Andrej Krylov · Sovětský svaz (URS)            | Ivar Stukolkin · Sovětský svaz (URS)            |
| LOH 1984 | George DiCarlo · Spojené státy americké (USA)      | John Mykkanen · Spojené státy americké (USA)   | Justin Lemberg · Austrálie (AUS)                |
| LOH 1988 | Uwe Dassler · Německá demokratická republika (GDR) | Duncan Armstrong · Austrálie (AUS)             | Artur Wojdat · Polsko (POL)                     |
| LOH 1992 | Jevgenij Sadovyj · Sjednocený tým (EUN)            | Kieren Perkins · Austrálie (AUS)               | Anders Holmertz · Švédsko (SWE)                 |
| LOH 1996 | Danyon Loader · Nový Zéland (NZL)                  | Paul Palmer · Velká Británie (GBR)             | Daniel Kowalski · Austrálie (AUS)               |
| LOH 2000 | Ian Thorpe · Austrálie (AUS)                       | Massimiliano Rosolino · Itálie (ITA)           | Klete Keller · Spojené státy americké (USA)     |
| LOH 2004 | Ian Thorpe · Austrálie (AUS)                       | Grant Hackett · Austrálie (AUS)                | Klete Keller · Spojené státy americké (USA)     |
| LOH 2008 | Pak Tche-hwan · Jižní Korea (KOR)                  | Čang Lin · Čína (CHN)                          | Larsen Jensen · Spojené státy americké (USA)    |
| LOH 2012 | Sun Jang · Čína (CHN)                              | Pak Tche-hwan · Jižní Korea (KOR)              | Peter Vanderkaay · Spojené státy americké (USA) |
| LOH 2016 | Mack Horton · Austrálie (AUS)                      | Sun Jang · Čína (CHN)                          | Gabriele Detti · Itálie (ITA)                   |
| LOH 2020 | Ahmed Hafnaoui · Tunisko (TUN)                     | Jack McLoughlin · Austrálie (AUS)              | Kieran Smith · Spojené státy americké (USA)     |
| LOH 2024 | Lukas Märtens · Německo (GER)                      | Elijah Winnington · Austrálie (AUS)            | Woomin Kim · Jižní Korea (KOR)                  |

## 800 m volný způsob
| Rok      | Zlato                                       | Stříbro                                     | Bronz                               |
| -------- | ------------------------------------------- | ------------------------------------------- | ----------------------------------- |
| LOH 2020 | Robert Finke · Spojené státy americké (USA) | Gregorio Paltrinieri · Itálie (ITA)         | Michajlo Romančuk · Ukrajina (UKR)  |
| LOH 2024 | Daniel Wiffen · Irsko (IRL)                 | Robert Finke · Spojené státy americké (USA) | Gregorio Paltrinieri · Itálie (ITA) |

## 1500 m volný způsob
| Rok      | Zlato                                          | Stříbro                                       | Bronz                                              |
| -------- | ---------------------------------------------- | --------------------------------------------- | -------------------------------------------------- |
| LOH 1908 | Henry Taylor · Velká Británie (GBR)            | Thomas Battersby · Velká Británie (GBR)       | Frank Beaurepaire · Australasie (ANZ)              |
| LOH 1912 | George Hodgson · Kanada (CAN)                  | Jack Hatfield · Velká Británie (GBR)          | Harold Hardwick · Australasie (ANZ)                |
| LOH 1920 | Norman Ross · Spojené státy americké (USA)     | George Vernot · Kanada (CAN)                  | Frank Beaurepaire · Austrálie (AUS)                |
| LOH 1924 | Andrew Charlton · Austrálie (AUS)              | Arne Borg · Švédsko (SWE)                     | Frank Beaurepaire · Austrálie (AUS)                |
| LOH 1928 | Arne Borg · Švédsko (SWE)                      | Andrew Charlton · Austrálie (AUS)             | Buster Crabbe · Spojené státy americké (USA)       |
| LOH 1932 | Kusuo Kitamura · Japonsko (JPN)                | Shozo Makino · Japonsko (JPN)                 | James Cristy · Spojené státy americké (USA)        |
| LOH 1936 | Noboru Terada · Japonsko (JPN)                 | Jack Medica · Spojené státy americké (USA)    | Shunpei Uto · Japonsko (JPN)                       |
| LOH 1948 | James McLane · Spojené státy americké (USA)    | John Marshall · Austrálie (AUS)               | György Mitró · Maďarsko (HUN)                      |
| LOH 1952 | Ford Konno · Spojené státy americké (USA)      | Shiro Hashizume · Japonsko (JPN)              | Tetsuo Okamoto · Brazílie (BRA)                    |
| LOH 1956 | Murray Rose · Austrálie (AUS)                  | Tsuyoshi Yamanaka · Japonsko (JPN)            | George Breen · Spojené státy americké (USA)        |
| LOH 1960 | John Konrads · Austrálie (AUS)                 | Murray Rose · Austrálie (AUS)                 | George Breen · Spojené státy americké (USA)        |
| LOH 1964 | Bob Windle · Austrálie (AUS)                   | John Nelson · Spojené státy americké (USA)    | Allan Wood · Austrálie (AUS)                       |
| LOH 1968 | Mike Burton · Spojené státy americké (USA)     | John Kinsella · Spojené státy americké (USA)  | Greg Brough · Austrálie (AUS)                      |
| LOH 1972 | Mike Burton · Spojené státy americké (USA)     | Graham Windeatt · Austrálie (AUS)             | Douglas Northway · Spojené státy americké (USA)    |
| LOH 1976 | Brian Goodell · Spojené státy americké (USA)   | Bobby Hackett · Spojené státy americké (USA)  | Stephen Holland · Austrálie (AUS)                  |
| LOH 1980 | Vladimir Salnikov · Sovětský svaz (URS)        | Alexandr Čajev · Sovětský svaz (URS)          | Max Metzker · Austrálie (AUS)                      |
| LOH 1984 | Michael O'Brien · Spojené státy americké (USA) | George DiCarlo · Spojené státy americké (USA) | Stefan Pfeiffer · Západní Německo (FRG)            |
| LOH 1988 | Vladimir Salnikov · Sovětský svaz (URS)        | Stefan Pfeiffer · Západní Německo (FRG)       | Uwe Dassler · Německá demokratická republika (GDR) |
| LOH 1992 | Kieren Perkins · Austrálie (AUS)               | Glen Housman · Austrálie (AUS)                | Jörg Hoffmann · Německo (GER)                      |
| LOH 1996 | Kieren Perkins · Austrálie (AUS)               | Daniel Kowalski · Austrálie (AUS)             | Graeme Smith · Velká Británie (GBR)                |
| LOH 2000 | Grant Hackett · Austrálie (AUS)                | Kieren Perkins · Austrálie (AUS)              | Chris Thompson · Spojené státy americké (USA)      |
| LOH 2004 | Grant Hackett · Austrálie (AUS)                | Larsen Jensen · Spojené státy americké (USA)  | David Davies · Velká Británie (GBR)                |
| LOH 2008 | Oussama Mellouli · Tunisko (TUN)               | Grant Hackett · Austrálie (AUS)               | Ryan Cochrane · Kanada (CAN)                       |
| LOH 2012 | Sun Jang · Čína (CHN)                          | Ryan Cochrane · Kanada (CAN)                  | Oussama Mellouli · Tunisko (TUN)                   |
| LOH 2016 | Gregorio Paltrinieri · Itálie (ITA)            | Connor Jaeger · Spojené státy americké (USA)  | Gabriele Detti · Itálie (ITA)                      |
| LOH 2020 | Bobby Finke · Spojené státy americké (USA)     | Michajlo Romančuk · Ukrajina (UKR)            | Florian Wellbrock · Německo (GER)                  |
| LOH 2024 | Bobby Finke · Spojené státy americké (USA)     | Gregorio Paltrinieri · Itálie (ITA)           | Daniel Wiffen · Irsko (IRL)                        |

## 100 m znak
| Rok      | Zlato                                                 | Stříbro                                            | Bronz                                                               |
| -------- | ----------------------------------------------------- | -------------------------------------------------- | ------------------------------------------------------------------- |
| LOH 1908 | Arno Bieberstein · Německo (GER)                      | Ludvig Dam · Dánsko (DEN)                          | Herbert Haresnape · Velká Británie (GBR)                            |
| LOH 1912 | Harry Hebner · Spojené státy americké (USA)           | Otto Fahr · Německo (GER)                          | Paul Kellner · Německo (GER)                                        |
| LOH 1920 | Warren Kealoha · Spojené státy americké (USA)         | Raymond Kegeris · Spojené státy americké (USA)     | Gérard Blitz · Belgie (BEL)                                         |
| LOH 1924 | Warren Kealoha · Spojené státy americké (USA)         | Paul Wyatt · Spojené státy americké (USA)          | Károly Bartha · Maďarsko (HUN)                                      |
| LOH 1928 | George Kojac · Spojené státy americké (USA)           | Walter Laufer · Spojené státy americké (USA)       | Paul Wyatt · Spojené státy americké (USA)                           |
| LOH 1932 | Masaji Kiyokawa · Japonsko (JPN)                      | Toshio Irie · Japonsko (JPN)                       | Kentaro Kawatsu · Japonsko (JPN)                                    |
| LOH 1936 | Adolph Kiefer · Spojené státy americké (USA)          | Albert van de Weghe · Spojené státy americké (USA) | Masaji Kiyokawa · Japonsko (JPN)                                    |
| LOH 1948 | Allen Stack · Spojené státy americké (USA)            | Robert Cowell · Spojené státy americké (USA)       | Georges Vallerey · Francie (FRA)                                    |
| LOH 1952 | Yoshinobu Oyakawa · Spojené státy americké (USA)      | Gilbert Bozon · Francie (FRA)                      | Jack Taylor · Spojené státy americké (USA)                          |
| LOH 1956 | David Theile · Austrálie (AUS)                        | Jon Monckton · Austrálie (AUS)                     | Frank McKinney · Spojené státy americké (USA)                       |
| LOH 1960 | David Theile · Austrálie (AUS)                        | Frank McKinney · Spojené státy americké (USA)      | Robert Bennett · Spojené státy americké (USA)                       |
| LOH 1964 | nebyl na programu OH                                  | nebyl na programu OH                               | nebyl na programu OH                                                |
| LOH 1968 | Roland Matthes · Německá demokratická republika (GDR) | Charles Hickcox · Spojené státy americké (USA)     | Ronnie Mills · Spojené státy americké (USA)                         |
| LOH 1972 | Roland Matthes · Německá demokratická republika (GDR) | Mike Stamm · Spojené státy americké (USA)          | John Murphy · Spojené státy americké (USA)                          |
| LOH 1976 | John Naber · Spojené státy americké (USA)             | Peter Rocca · Spojené státy americké (USA)         | Roland Matthes · Německá demokratická republika (GDR)               |
| LOH 1980 | Bengt Baron · Švédsko (SWE)                           | Viktor Kuzněcov · Sovětský svaz (URS)              | Vladimir Dolgov · Sovětský svaz (URS)                               |
| LOH 1984 | Rick Carey · Spojené státy americké (USA)             | Dave Wilson · Spojené státy americké (USA)         | Mike West · Kanada (CAN)                                            |
| LOH 1988 | Daiči Suzuki · Japonsko (JPN)                         | David Berkoff · Spojené státy americké (USA)       | Igor Poljanskij · Sovětský svaz (URS)                               |
| LOH 1992 | Mark Tewksbury · Kanada (CAN)                         | Jeff Rouse · Spojené státy americké (USA)          | David Berkoff · Spojené státy americké (USA)                        |
| LOH 1996 | Jeff Rouse · Spojené státy americké (USA)             | Rodolfo Falcón · Kuba (CUB)                        | Neisser Bent · Kuba (CUB)                                           |
| LOH 2000 | Lenny Krayzelburg · Spojené státy americké (USA)      | Matt Welsh · Austrálie (AUS)                       | Stev Theloke · Německo (GER)                                        |
| LOH 2004 | Aaron Peirsol · Spojené státy americké (USA)          | Markus Rogan · Rakousko (AUT)                      | Tomomi Morita · Japonsko (JPN)                                      |
| LOH 2008 | Aaron Peirsol · Spojené státy americké (USA)          | Matt Grevers · Spojené státy americké (USA)        | Arkadij Vjatčanin · Rusko (RUS) · Hayden Stoeckel · Austrálie (AUS) |
| LOH 2012 | Matt Grevers · Spojené státy americké (USA)           | Nick Thoman · Spojené státy americké (USA)         | Ryosuke Irie · Japonsko (JPN)                                       |
| LOH 2016 | Ryan Murphy · Spojené státy americké (USA)            | Xu Jiayu · Čína (CHN)                              | David Plummer · Spojené státy americké (USA)                        |
| LOH 2020 | Jevgenij Rylov · Sportovci ROV (ROC)                  | Kliment Kolesnikov · Sportovci ROV (ROC)           | Ryan Murphy · Spojené státy americké (USA)                          |
| LOH 2024 | Thomas Ceccon · Itálie (ITA)                          | Sü Ťia-jü · Čína (CHN)                             | Ryan Murphy · Spojené státy americké (USA)                          |

## 200 m znak
| Rok       | Zlato                                                 | Stříbro                                                | Bronz                                         |
| --------- | ----------------------------------------------------- | ------------------------------------------------------ | --------------------------------------------- |
| LOH 1900  | Ernst Hoppenberg · Německo (GER)                      | Karl Ruberl · Rakousko (AUT)                           | Johannes Drost · Nizozemsko (NED)             |
| 1904–1960 | závod nebyl na programu OH                            | závod nebyl na programu OH                             | závod nebyl na programu OH                    |
| LOH 1964  | Jed Graef · Spojené státy americké (USA)              | Gary Dilley · Spojené státy americké (USA)             | Robert Bennett · Spojené státy americké (USA) |
| LOH 1968  | Roland Matthes · Německá demokratická republika (GDR) | Mitchell Ivey · Spojené státy americké (USA)           | Jack Horsley · Spojené státy americké (USA)   |
| LOH 1972  | Roland Matthes · Německá demokratická republika (GDR) | Mike Stamm · Spojené státy americké (USA)              | Mitchell Ivey · Spojené státy americké (USA)  |
| LOH 1976  | John Naber · Spojené státy americké (USA)             | Peter Rocca · Spojené státy americké (USA)             | Dan Harrigan · Spojené státy americké (USA)   |
| LOH 1980  | Sándor Wladár · Maďarsko (HUN)                        | Zoltán Verrasztó · Maďarsko (HUN)                      | Mark Kerry · Austrálie (AUS)                  |
| LOH 1984  | Rick Carey · Spojené státy americké (USA)             | Frédéric Delcourt · Francie (FRA)                      | Cameron Henning · Kanada (CAN)                |
| LOH 1988  | Igor Poljanskij · Sovětský svaz (URS)                 | Frank Baltrusch · Německá demokratická republika (GDR) | Paul Kingsman · Nový Zéland (NZL)             |
| LOH 1992  | Martín López-Zubero · Španělsko (ESP)                 | Vladimir Selkov · Sjednocený tým (EUN)                 | Stefano Battistelli · Itálie (ITA)            |
| LOH 1996  | Brad Bridgewater · Spojené státy americké (USA)       | Tripp Schwenk · Spojené státy americké (USA)           | Emanuele Merisi · Itálie (ITA)                |
| LOH 2000  | Lenny Krayzelburg · Spojené státy americké (USA)      | Aaron Peirsol · Spojené státy americké (USA)           | Matt Welsh · Austrálie (AUS)                  |
| LOH 2004  | Aaron Peirsol · Spojené státy americké (USA)          | Markus Rogan · Rakousko (AUT)                          | Răzvan Florea · Rumunsko (ROU)                |
| LOH 2008  | Ryan Lochte · Spojené státy americké (USA)            | Aaron Peirsol · Spojené státy americké (USA)           | Arkadij Vjatčanin · Rusko (RUS)               |
| LOH 2012  | Tyler Clary · Spojené státy americké (USA)            | Rjosuke Irie · Japonsko (JPN)                          | Ryan Lochte · Spojené státy americké (USA)    |
| LOH 2016  | Ryan Murphy · Spojené státy americké (USA)            | Mitch Larkin · Austrálie (AUS)                         | Jevgenij Rylov · Rusko (RUS)                  |
| LOH 2020  | Jevgenij Rylov · Sportovci ROV (ROC)                  | Ryan Murphy · Spojené státy americké (USA)             | Luke Greenbank · Velká Británie (GBR)         |
| LOH 2024  | Hubert Kós · Maďarsko (HUN)                           | Apostolos Christou · Řecko (GRE)                       | Roman Mityukov · Švýcarsko (SUI)              |

## 100 m prsa
| Rok      | Zlato                                               | Stříbro                                             | Bronz                                         |
| -------- | --------------------------------------------------- | --------------------------------------------------- | --------------------------------------------- |
| LOH 1968 | Don McKenzie · Spojené státy americké (USA)         | Vladimir Kosinskij · Sovětský svaz (URS)            | Nikolaj Pankin · Sovětský svaz (URS)          |
| LOH 1972 | Nobutaka Taguchi · Japonsko (JPN)                   | Tom Bruce · Spojené státy americké (USA)            | John Hencken · Spojené státy americké (USA)   |
| LOH 1976 | John Hencken · Spojené státy americké (USA)         | David Wilkie · Velká Británie (GBR)                 | Arvydas Juozaitis · Sovětský svaz (URS)       |
| LOH 1980 | Duncan Goodhew · Velká Británie (GBR)               | Arsens Miskarovs · Sovětský svaz (URS)              | Peter Evans · Austrálie (AUS)                 |
| LOH 1984 | Steve Lundquist · Spojené státy americké (USA)      | Victor Davis · Kanada (CAN)                         | Peter Evans · Austrálie (AUS)                 |
| LOH 1988 | Adrian Moorhouse · Velká Británie (GBR)             | Károly Güttler · Maďarsko (HUN)                     | Dmitrij Volkov · Sovětský svaz (URS)          |
| LOH 1992 | Nelson Diebel · Spojené státy americké (USA)        | Norbert Rózsa · Maďarsko (HUN)                      | Phil Rogers · Austrálie (AUS)                 |
| LOH 1996 | Frédérik Deburghgraeve · Belgie (BEL)               | Jeremy Linn · Spojené státy americké (USA)          | Mark Warnecke · Německo (GER)                 |
| LOH 2000 | Domenico Fioravanti · Itálie (ITA)                  | Ed Moses · Spojené státy americké (USA)             | Roman Sloudnov · Rusko (RUS)                  |
| LOH 2004 | Kósuke Kitadžima · Japonsko (JPN)                   | Brendan Hansen · Spojené státy americké (USA)       | Hugues Duboscq · Francie (FRA)                |
| LOH 2008 | Kósuke Kitadžima · Japonsko (JPN)                   | Alexander Dale Oen · Norsko (NOR)                   | Hugues Duboscq · Francie (FRA)                |
| LOH 2012 | Cameron van der Burgh · Jihoafrická republika (RSA) | Christian Sprenger · Austrálie (AUS)                | Brendan Hansen · Spojené státy americké (USA) |
| LOH 2016 | Adam Peaty · Velká Británie (GBR)                   | Cameron van der Burgh · Jihoafrická republika (RSA) | Cody Miller · Spojené státy americké (USA)    |
| LOH 2020 | Adam Peaty · Velká Británie (GBR)                   | Arno Kamminga · Nizozemsko (NED)                    | Nicolò Martinenghi · Itálie (ITA)             |
| LOH 2024 | Nicolò Martinenghi · Itálie (ITA)                   | Adam Peaty · Velká Británie (GBR)                   | Nebyla udělena                                |
| LOH 2024 | Nicolò Martinenghi · Itálie (ITA)                   | Nic Fink · Spojené státy americké (USA)             | Nebyla udělena                                |

## 200 m prsa
| Rok      | Zlato                                           | Stříbro                                         | Bronz                                             |
| -------- | ----------------------------------------------- | ----------------------------------------------- | ------------------------------------------------- |
| LOH 1908 | Frederick Holman · Velká Británie (GBR)         | William Robinson · Velká Británie (GBR)         | Pontus Hanson · Švédsko (SWE)                     |
| LOH 1912 | Walter Bathe · Německo (GER)                    | Wilhelm Lützow · Německo (GER)                  | Paul Malisch · Německo (GER)                      |
| LOH 1920 | Håkan Malmrot · Švédsko (SWE)                   | Thor Henning · Švédsko (SWE)                    | Arvo Aaltonen · Finsko (FIN)                      |
| LOH 1924 | Robert Skelton · Spojené státy americké (USA)   | Joseph De Combe · Belgie (BEL)                  | William Kirschbaum · Spojené státy americké (USA) |
| LOH 1928 | Tsuruta Yoshiyuki · Japonsko (JPN)              | Erich Rademacher · Německo (GER)                | Teofilo Yldefonso · Filipíny (PHI)                |
| LOH 1932 | Tsuruta Yoshiyuki · Japonsko (JPN)              | Reizo Koike · Japonsko (JPN)                    | Teofilo Yldefonso · Filipíny (PHI)                |
| LOH 1936 | Tetsuo Hamuro · Japonsko (JPN)                  | Erwin Sietas · Německo (GER)                    | Reizo Koike · Japonsko (JPN)                      |
| LOH 1948 | Joe Verdeur · Spojené státy americké (USA)      | Keith Carter · Spojené státy americké (USA)     | Robert Sohl · Spojené státy americké (USA)        |
| LOH 1952 | John Davies · Austrálie (AUS)                   | Bowen Stassforth · Spojené státy americké (USA) | Herbert Klein · Německo (GER)                     |
| LOH 1956 | Masaru Furukawa · Japonsko (JPN)                | Masahiro Yoshimura · Japonsko (JPN)             | Charis Juničev · Sovětský svaz (URS)              |
| LOH 1960 | William Mulliken · Spojené státy americké (USA) | Yoshihiko Osaki · Japonsko (JPN)                | Wieger Mensonides · Nizozemsko (NED)              |
| LOH 1964 | Ian O'Brien · Austrálie (AUS)                   | Georgij Prokopenko · Sovětský svaz (URS)        | Chester Jastremski · Spojené státy americké (USA) |
| LOH 1968 | Felipe Muñoz · Mexiko (MEX)                     | Vladimir Kosinskij · Sovětský svaz (URS)        | Brian Job · Spojené státy americké (USA)          |
| LOH 1972 | John Hencken · Spojené státy americké (USA)     | David Wilkie · Velká Británie (GBR)             | Nobutaka Taguchi · Japonsko (JPN)                 |
| LOH 1976 | David Wilkie · Velká Británie (GBR)             | John Hencken · Spojené státy americké (USA)     | Rick Colella · Spojené státy americké (USA)       |
| LOH 1980 | Robertas Žulpa · Sovětský svaz (URS)            | Albán Vermes · Maďarsko (HUN)                   | Arsens Miskarovs · Sovětský svaz (URS)            |
| LOH 1984 | Victor Davis · Kanada (CAN)                     | Glenn Beringen · Austrálie (AUS)                | Etienne Dagon · Švýcarsko (SUI)                   |
| LOH 1988 | József Szabó · Maďarsko (HUN)                   | Nick Gillingham · Velká Británie (GBR)          | Sergio López · Španělsko (ESP)                    |
| LOH 1992 | Mike Barrowman · Spojené státy americké (USA)   | Norbert Rózsa · Maďarsko (HUN)                  | Nick Gillingham · Velká Británie (GBR)            |
| LOH 1996 | Norbert Rózsa · Maďarsko (HUN)                  | Károly Güttler · Maďarsko (HUN)                 | Andrej Kornějev · Rusko (RUS)                     |
| LOH 2000 | Domenico Fioravanti · Itálie (ITA)              | Terence Parkin · Jihoafrická republika (RSA)    | Davide Rummolo · Itálie (ITA)                     |
| LOH 2004 | Kósuke Kitadžima · Japonsko (JPN)               | Dániel Gyurta · Maďarsko (HUN)                  | Brendan Hansen · Spojené státy americké (USA)     |
| LOH 2008 | Kósuke Kitadžima · Japonsko (JPN)               | Brenton Rickard · Austrálie (AUS)               | Hugues Duboscq · Francie (FRA)                    |
| LOH 2012 | Dániel Gyurta · Maďarsko (HUN)                  | Michael Jamieson · Velká Británie (GBR)         | Ryo Tateishi · Japonsko (JPN)                     |
| LOH 2016 | Dmitrij Balandin · Kazachstán (KAZ)             | Josh Prenot · Spojené státy americké (USA)      | Anton Chupkov · Rusko (RUS)                       |
| LOH 2020 | Zac Stubblety-Cook · Austrálie (AUS)            | Arno Kamminga · Nizozemsko (NED)                | Matti Mattsson · Finsko (FIN)                     |
| LOH 2024 | Léon Marchand · Francie (FRA)                   | Zac Stubblety-Cook · Austrálie (AUS)            | Caspar Corbeau · Nizozemsko (NED)                 |

## 100 m motýlek
| Rok      | Zlato                                          | Stříbro | Bronz                                            |                |
| -------- | ---------------------------------------------- | --- | ------------------------------------------------ | -------------- |
| LOH 1968 | Douglas Russell · Spojené státy americké (USA) | Mark Spitz · Spojené státy americké (USA)                                                                             | Ross Wales · Spojené státy americké (USA)        |                |
| LOH 1972 | Mark Spitz · Spojené státy americké (USA)      | Bruce Robertson · Kanada (CAN)                                                                                        | Jerry Heidenreich · Spojené státy americké (USA) |                |
| LOH 1976 | Matt Vogel · Spojené státy americké (USA)      | Joe Bottom · Spojené státy americké (USA)                                                                             | Gary Hall, Sr. · Spojené státy americké (USA)    |                |
| LOH 1980 | Pär Arvidsson · Švédsko (SWE)                  | Roger Pyttel · Německá demokratická republika (GDR)                                                                   | David López-Zubero · Španělsko (ESP)             |                |
| LOH 1984 | Michael Gross · Západní Německo (FRG)          | Pablo Morales · Spojené státy americké (USA)                                                                          | Glenn Buchanan · Austrálie (AUS)                 |                |
| LOH 1988 | Anthony Nesty · Surinam (SUR)                  | Matt Biondi · Spojené státy americké (USA)                                                                            | Andy Jameson · Velká Británie (GBR)              |                |
| LOH 1992 | Pablo Morales · Spojené státy americké (USA)   | Rafał Szukała · Polsko (POL)                                                                                          | Anthony Nesty · Surinam (SUR)                    |                |
| LOH 1996 | Denis Pankratov · Rusko (RUS)                  | Scott Miller · Austrálie (AUS)                                                                                        | Vladislav Kulikov · Rusko (RUS)                  |                |
| LOH 2000 | Lars Frölander · Švédsko (SWE)                 | Michael Klim · Austrálie (AUS)                                                                                        | Geoff Huegill · Austrálie (AUS)                  |                |
| LOH 2004 | Michael Phelps · Spojené státy americké (USA)  | Ian Crocker · Spojené státy americké (USA)                                                                            | Andriy Serdinov · Ukrajina (UKR)                 |                |
| LOH 2008 | Michael Phelps · Spojené státy americké (USA)  | Milorad Čavić · Srbsko (SRB)                                                                                          | Andrew Lauterstein · Austrálie (AUS)             |                |
| LOH 2012 | Michael Phelps · Spojené státy americké (USA)  | Chad le Clos · Jihoafrická republika (RSA)                                                                            | Nebyla udělena                                   |                |
| LOH 2012 | Michael Phelps · Spojené státy americké (USA)  | Jevgenij Korotyškin · Rusko (RUS)                                                                                     | Nebyla udělena                                   |                |
| LOH 2016 | Joseph Schooling · Singapur (SIN)              | Michael Phelps · Spojené státy americké (USA) Chad le Clos · Jihoafrická republika (RSA) László Cseh · Maďarsko (HUN) | Nebyla udělena                                   | Nebyla udělena |
| LOH 2020 | Caeleb Dressel · Spojené státy americké (USA)  | Kristóf Milák · Maďarsko (HUN)                                                                                        | Noè Ponti · Švýcarsko (SUI)                      |                |
| LOH 2024 | Kristóf Milák · Maďarsko (HUN)                 | Joshua Liendo · Kanada (CAN)                                                                                          | Ilya Kharun · Kanada (CAN)                       |                |

## 200 m motýlek
| Rok      | Zlato                                         | Stříbro                                       | Bronz                                               |
| -------- | --------------------------------------------- | --------------------------------------------- | --------------------------------------------------- |
| LOH 1956 | William Yorzyk · Spojené státy americké (USA) | Takashi Ishimoto · Japonsko (JPN)             | György Tumpek · Maďarsko (HUN)                      |
| LOH 1960 | Michael Troy · Spojené státy americké (USA)   | Neville Hayes · Austrálie (AUS)               | Dave Gillanders · Spojené státy americké (USA)      |
| LOH 1964 | Kevin Berry · Austrálie (AUS)                 | Carl Robie · Spojené státy americké (USA)     | Fred Schmidt · Spojené státy americké (USA)         |
| LOH 1968 | Carl Robie · Spojené státy americké (USA)     | Martyn Woodroffe · Velká Británie (GBR)       | John Ferris · Spojené státy americké (USA)          |
| LOH 1972 | Mark Spitz · Spojené státy americké (USA)     | Gary Hall, Sr. · Spojené státy americké (USA) | Robin Backhaus · Spojené státy americké (USA)       |
| LOH 1976 | Mike Bruner · Spojené státy americké (USA)    | Steve Gregg · Spojené státy americké (USA)    | William Forrester · Spojené státy americké (USA)    |
| LOH 1980 | Sergey Fesenko, Sr. · Sovětský svaz (URS)     | Philip Hubble · Velká Británie (GBR)          | Roger Pyttel · Německá demokratická republika (GDR) |
| LOH 1984 | Jon Sieben · Austrálie (AUS)                  | Michael Gross · Západní Německo (FRG)         | Rafael Vidal · Venezuela (VEN)                      |
| LOH 1988 | Michael Gross · Západní Německo (FRG)         | Benny Nielsen · Dánsko (DEN)                  | Anthony Mosse · Nový Zéland (NZL)                   |
| LOH 1992 | Melvin Stewart · Spojené státy americké (USA) | Danyon Loader · Nový Zéland (NZL)             | Franck Esposito · Francie (FRA)                     |
| LOH 1996 | Denis Pankratov · Rusko (RUS)                 | Tom Malchow · Spojené státy americké (USA)    | Scott Goodman · Austrálie (AUS)                     |
| LOH 2000 | Tom Malchow · Spojené státy americké (USA)    | Denys Sylantyev · Ukrajina (UKR)              | Justin Norris · Austrálie (AUS)                     |
| LOH 2004 | Michael Phelps · Spojené státy americké (USA) | Takashi Yamamoto · Japonsko (JPN)             | Steve Parry · Velká Británie (GBR)                  |
| LOH 2008 | Michael Phelps · Spojené státy americké (USA) | László Cseh · Maďarsko (HUN)                  | Takeshi Matsuda · Japonsko (JPN)                    |
| LOH 2012 | Chad le Clos · Jihoafrická republika (RSA)    | Michael Phelps · Spojené státy americké (USA) | Takeshi Matsuda · Japonsko (JPN)                    |
| LOH 2016 | Michael Phelps · Spojené státy americké (USA) | Masato Sakai · Japonsko (JPN)                 | Tamás Kenderesi · Maďarsko (HUN)                    |
| LOH 2020 | Kristóf Milák · Maďarsko (HUN)                | Tomoru Honda · Japonsko (JPN)                 | Federico Burdisso · Itálie (ITA)                    |
| LOH 2024 | Léon Marchand · Francie (FRA)                 | Kristóf Milák · Maďarsko (HUN)                | Ilya Kharun · Kanada (CAN)                          |

## 200 m polohový závod
| Rok       | Zlato                                          | Stříbro                                             | Bronz                                        |
| --------- | ---------------------------------------------- | --------------------------------------------------- | -------------------------------------------- |
| LOH 1968  | Charles Hickcox · Spojené státy americké (USA) | Greg Buckingham · Spojené státy americké (USA)      | John Ferris · Spojené státy americké (USA)   |
| LOH 1972  | Gunnar Larsson · Švédsko (SWE)                 | Tim McKee · Spojené státy americké (USA)            | Steve Furniss · Spojené státy americké (USA) |
| 1976–1980 | závod nebyl na programu OH                     | závod nebyl na programu OH                          | závod nebyl na programu OH                   |
| LOH 1984  | Alex Baumann · Kanada (CAN)                    | Pablo Morales · Spojené státy americké (USA)        | Neil Cochran · Velká Británie (GBR)          |
| LOH 1988  | Tamás Darnyi · Maďarsko (HUN)                  | Patrick Kühl · Německá demokratická republika (GDR) | Vadim Yaroshchuk · Sovětský svaz (URS)       |
| LOH 1992  | Tamás Darnyi · Maďarsko (HUN)                  | Greg Burgess · Spojené státy americké (USA)         | Attila Czene · Maďarsko (HUN)                |
| LOH 1996  | Attila Czene · Maďarsko (HUN)                  | Jani Sievinen · Finsko (FIN)                        | Curtis Myden · Kanada (CAN)                  |
| LOH 2000  | Massimiliano Rosolino · Itálie (ITA)           | Tom Dolan · Spojené státy americké (USA)            | Tom Wilkens · Spojené státy americké (USA)   |
| LOH 2004  | Michael Phelps · Spojené státy americké (USA)  | Ryan Lochte · Spojené státy americké (USA)          | George Bovell · Trinidad a Tobago (TRI)      |
| LOH 2008  | Michael Phelps · Spojené státy americké (USA)  | László Cseh · Maďarsko (HUN)                        | Ryan Lochte · Spojené státy americké (USA)   |
| LOH 2012  | Michael Phelps · Spojené státy americké (USA)  | Ryan Lochte · Spojené státy americké (USA)          | László Cseh · Maďarsko (HUN)                 |
| LOH 2016  | Michael Phelps · Spojené státy americké (USA)  | Kosuke Hagino · Japonsko (JPN)                      | Wang Shun · Čína (CHN)                       |
| LOH 2020  | Wang Shun · Čína (CHN)                         | Duncan Scott · Velká Británie (GBR)                 | Jérémy Desplanches · Švýcarsko (SUI)         |
| LOH 2024  | Léon Marchand · Francie (FRA)                  | Duncan Scott · Velká Británie (GBR)                 | Wang Šun · Čína (CHN)                        |

## 400 m polohový závod
| Rok      | Zlato                                          | Stříbro                                       | Bronz                                         |
| -------- | ---------------------------------------------- | --------------------------------------------- | --------------------------------------------- |
| LOH 1964 | Richard Roth · Spojené státy americké (USA)    | Roy Saari · Spojené státy americké (USA)      | Gerhard Hetz · Tým sjednoceného Německa (EUA) |
| LOH 1968 | Charles Hickcox · Spojené státy americké (USA) | Gary Hall, Sr. · Spojené státy americké (USA) | Michael Holthaus · Západní Německo (FRG)      |
| LOH 1972 | Gunnar Larsson · Švédsko (SWE)                 | Tim McKee · Spojené státy americké (USA)      | András Hargitay · Maďarsko (HUN)              |
| LOH 1976 | Rod Strachan · Spojené státy americké (USA)    | Tim McKee · Spojené státy americké (USA)      | Andrej Krylov · Sovětský svaz (URS)           |
| LOH 1980 | Alexandr Sidorenko · Sovětský svaz (URS)       | Sergey Fesenko, Sr. · Sovětský svaz (URS)     | Zoltán Verrasztó · Maďarsko (HUN)             |
| LOH 1984 | Alex Baumann · Kanada (CAN)                    | Ricardo Prado · Brazílie (BRA)                | Rob Woodhouse · Austrálie (AUS)               |
| LOH 1988 | Tamás Darnyi · Maďarsko (HUN)                  | David Wharton · Spojené státy americké (USA)  | Stefano Battistelli · Itálie (ITA)            |
| LOH 1992 | Tamás Darnyi · Maďarsko (HUN)                  | Eric Namesnik · Spojené státy americké (USA)  | Luca Sacchi · Itálie (ITA)                    |
| LOH 1996 | Tom Dolan · Spojené státy americké (USA)       | Eric Namesnik · Spojené státy americké (USA)  | Curtis Myden · Kanada (CAN)                   |
| LOH 2000 | Tom Dolan · Spojené státy americké (USA)       | Erik Vendt · Spojené státy americké (USA)     | Curtis Myden · Kanada (CAN)                   |
| LOH 2004 | Michael Phelps · Spojené státy americké (USA)  | Erik Vendt · Spojené státy americké (USA)     | László Cseh · Maďarsko (HUN)                  |
| LOH 2008 | Michael Phelps · Spojené státy americké (USA)  | László Cseh · Maďarsko (HUN)                  | Ryan Lochte · Spojené státy americké (USA)    |
| LOH 2012 | Ryan Lochte · Spojené státy americké (USA)     | Thiago Pereira · Brazílie (BRA)               | Kosuke Hagino · Japonsko (JPN)                |
| LOH 2016 | Kósuke Hagino · Japonsko (JPN)                 | Chase Kalisz · Spojené státy americké (USA)   | Daiya Seto · Japonsko (JPN)                   |
| LOH 2020 | Chase Kalisz · Spojené státy americké (USA)    | Jay Litherland · Spojené státy americké (USA) | Brendon Smith · Austrálie (AUS)               |
| LOH 2024 | Léon Marchand · Francie (FRA)                  | Tomojuki Macušita · Japonsko (JPN)            | Carson Foster · Spojené státy americké (USA)  |

## 4 × 100 m volný způsob
| Rok       | Zlato | Stříbro | Bronz |
| --------- | --- | --- | --- |
| LOH 1964  | · Spojené státy americké (USA) · Stephen Clark · Mike Austin · Gary Ilman · Don Schollander                                                                                     | · Tým sjednoceného Německa (EUA) · Horst Loffler · Frank Wiegand · Uwe Jacobsen · Hans-Joachim Klein                                                    | · Austrálie (AUS) · David Dickson · Peter Doak · John Ryan · Bob Windle                                                                  |
| LOH 1968  | · Spojené státy americké (USA) · Zachary Zorn · Stephen Rerych · Mark Spitz · Kenneth Walsh                                                                                     | · Sovětský svaz (URS) · Semyon Berlits-Geiman · Viktor Mazanov · Georgij Kulikov · Leonoid Iljičev                                                      | · Austrálie (AUS) · Greg Rogers · Bob Windle · Robert Cusack · Mike Wenden                                                               |
| LOH 1972  | · Spojené státy americké (USA) · David Edgar · John Murphy · Jerry Heidenreich · Mark Spitz                                                                                     | · Sovětský svaz (URS) · Vladimir Bure · Viktor Mazanov · Viktor Aboimov · Igor Grivennikov                                                              | · Německá demokratická republika (GDR) · Roland Matthes · Wilfried Hartung · Peter Bruch · Lutz Unger                                    |
| 1976–1980 | závod nebyl na programu OH | závod nebyl na programu OH | závod nebyl na programu OH |
| LOH 1984  | · Spojené státy americké (USA) · Chris Cavanaugh · Michael Heath · Matt Biondi · Rowdy Gaines                                                                                   | · Austrálie (AUS) · Greg Fasala · Neil Brooks · Michael Delany · Mark Stockwell                                                                         | · Švédsko (SWE) · Thomas Lejdström · Bengt Baron · Mikael Örn · Per Johansson                                                            |
| LOH 1988  | · Spojené státy americké (USA) · Chris Jacobs · Troy Dalbey · Tom Jager · Matt Biondi                                                                                           | · Sovětský svaz (URS) · Gennadij Prigoda · Jurij Baškatov · Nikolaj Jevsejev · Volodymyr Tkačenko                                                       | · Německá demokratická republika (GDR) · Dirk Richter · Thomas Flemming · Lars Hinneburg · Steffen Zesner                                |
| LOH 1992  | · Spojené státy americké (USA) · Joe Hudepohl · Matt Biondi · Tom Jager · Jon Olsen · Shaun Jordan · Joel Thomas                                                                | · Sjednocený tým (EUN) · Pavlo Chnykin · Gennadij Prigoda · Jurij Baškatov · Alexandr Popov · Vladimir Pyšněnko · Veniamin Tajanovič                    | · Německo (GER) · Christian Tröger · Dirk Richter · Steffen Zesner · Mark Pinger · Andreas Szigat · Bengt Zikarsky                       |
| LOH 1996  | · Spojené státy americké (USA) · Jon Olsen · Josh Davis · Bradley Schumacher · Gary Hall, Jr. · David Fox · Scott Tucker                                                        | · Rusko (RUS) · Vladimir Pyšněnko · Alexandr Popov · Roman Jegorov · Vladimir Predkin · Denis Pimankov                                                  | · Německo (GER) · Mark Pinger · Björn Zikarsky · Christian Tröger · Bengt Zikarsky · Alexander Luderitz                                  |
| LOH 2000  | · Austrálie (AUS) · Michael Klim · Chris Fydler · Ashley Callus · Ian Thorpe · Todd Pearson · Adam Pine                                                                         | · Spojené státy americké (USA) · Anthony Ervin · Neil Walker · Jason Lezak · Gary Hall, Jr. · Scott Tucker · Josh Davis                                 | · Brazílie (BRA) · Fernando Scherer · Gustavo Borges · Carlos Jayme · Edvaldo Valério                                                    |
| LOH 2004  | · Jihoafrická republika (RSA) · Roland Mark Schoeman · Lyndon Ferns · Darian Townsend · Ryk Neethling                                                                           | · Nizozemsko (NED) · Johan Kenkhuis · Mitja Zastrow · Klaas-Erik Zwering · Pieter van den Hoogenband · Mark Veens                                       | · Spojené státy americké (USA) · Ian Crocker · Michael Phelps · Neil Walker · Jason Lezak · Gabe Woodward · Nate Dusing · Gary Hall, Jr. |
| LOH 2008  | · Spojené státy americké (USA) · Michael Phelps · Garrett Weber-Gale · Cullen Jones · Jason Lezak · Nathan Adrian · Benjamin Wildman-Tobriner · Matt Grevers                    | · Francie (FRA) · Amaury Leveaux · Fabien Gilot · Frédérick Bousquet · Alain Bernard · Gregory Mallet · Boris Steimetz                                  | · Austrálie (AUS) · Eamon Sullivan · Andrew Lauterstein · Ashley Callus · Matt Targett · Leith Brodie · Patrick Murphy                   |
| LOH 2012  | · Francie (FRA) · Yannick Agnel · Alain Bernard · Fabien Gilot · Clement Lefert · Amaury Leveaux · Jeremy Stravius                                                              | · Spojené státy americké (USA) · Nathan Adrian · Ricky Berens · Jimmy Feigen · Matt Grevers · Cullen Jones · Jason Lezak · Ryan Lochte · Michael Phelps | · Rusko (RUS) · Sergej Fesikov · Andrej Grečin · Danila Izotov · Jevgenij Lagunov · Nikita Lobincev · Vladimir Morozov                   |
| LOH 2016  | · Spojené státy americké (USA) · Caeleb Dressel · Michael Phelps · Ryan Held · Nathan Adrian · Jimmy Feigen (rozplavba) · Blake Pieroni (rozplavba) · Anthony Ervin (rozplavba) | · Francie (FRA) · Mehdy Metella · Fabien Gilot · Florent Manaudou · Jérémy Stravius · Clément Mignon (rozplavba) · William Meynard (rozplavba)          | · Austrálie (AUS) · James Roberts · Kyle Chalmers · James Magnussen · Cameron McEvoy · Matthew Abood (rozplavba)                         |
| LOH 2020  | Spojené státy americké · Caeleb Dressel · Blake Pieroni · Bowe Becker · Zach Apple · Brooks Curry (rozplavba)                                                                   | Itálie · Alessandro Miressi · Thomas Ceccon · Lorenzo Zazzeri · Manuel Frigo · Santo Condorelli (rozplavba)                                             | Austrálie · Matthew Temple · Zac Incerti · Alexander Graham · Kyle Chalmers · Cameron McEvoy (rozplavba)                                 |

## 4 × 200 m volný způsob
| Rok      | Zlato | Stříbro | Bronz |
| -------- | --- | --- | --- |
| LOH 1908 | · Velká Británie (GBR) · John Derbyshire · Paul Radmilovic · William Foster · Henry Taylor                                                                                      | · Maďarsko (HUN) · József Munk · Imre Zachár · Béla Las Torres · Zoltán Halmay                                                                     | · Spojené státy americké (USA) · Harry Hebner · Leo Goodwin · Charles Daniels · Leslie Rich                                               |
| LOH 1912 | · Australasie (ANZ) · Cecil Healy · Malcolm Champion · Leslie Boardman · Harold Hardwick                                                                                        | · Spojené státy americké (USA) · Kenneth Huszagh · Harry Hebner · Perry McGillivray · Duke Kahanamoku                                              | · Velká Británie (GBR) · William Foster · Thomas Battersby · Jack Hatfield · Henry Taylor                                                 |
| LOH 1920 | · Spojené státy americké (USA) · Perry McGillivray · Pua Kealoha · Norman Ross · Duke Kahanamoku                                                                                | · Austrálie (AUS) · Henry Hay · William Herald · Ivan Stedman · Frank Beaurepaire                                                                  | · Velká Británie (GBR) · Leslie Savage · Edward Peter · Henry Taylor · Harold Annison                                                     |
| LOH 1924 | · Spojené státy americké (USA) · Wallace O'Connor · Harrison Glancy · Ralph Breyer · Johnny Weissmüller                                                                         | · Austrálie (AUS) · Maurice Christie · Ernest Henry · Frank Beaurepaire · Andrew Charlton                                                          | · Švédsko (SWE) · Georg Werner · Orvar Trolle · Åke Borg · Arne Borg                                                                      |
| LOH 1928 | · Spojené státy americké (USA) · Austin Clapp · Walter Laufer · George Kojac · Johnny Weissmüller                                                                               | · Japonsko (JPN) · Nobuo Arai · Tokuhei Sada · Katsuo Takaishi · Hiroshi Yoneyama                                                                  | · Kanada (CAN) · Garnet Ault · Munroe Bourne · James Thompson · Walter Spence                                                             |
| LOH 1932 | · Japonsko (JPN) · Jasudži Mijazaki · Masanori Yusa · Takashi Yokoyama · Hisakichi Toyoda                                                                                       | · Spojené státy americké (USA) · Frank Booth · George Fissler · Maiola Kalili · Manuella Kalili                                                    | · Maďarsko (HUN) · András Wanié · László Szabados · András Székely · István Bárány                                                        |
| LOH 1936 | · Japonsko (JPN) · Masanori Yusa · Shigeo Sugiura · Masaharu Taguchi · Shigeo Arai                                                                                              | · Spojené státy americké (USA) · Ralph Flanagan · John Macionis · Paul Wolf · Jack Medica                                                          | · Maďarsko (HUN) · Árpad Lengyel · Oszkár Abay-Nemes · Ödön Gróf · Ferenc Csík                                                            |
| LOH 1948 | · Spojené státy americké (USA) · Walter Ris · James McLane · Wallace Wolf · William Smith                                                                                       | · Maďarsko (HUN) · Elemér Szathmáry · György Mitró · Imre Nyéki · Géza Kádas                                                                       | · Francie (FRA) · Joseph Benardo · Henri Padou · Rene Cornu · Alex Jany                                                                   |
| LOH 1952 | · Spojené státy americké (USA) · Wayne Moore · Bill Woolsey · Ford Konno · James McLane                                                                                         | · Japonsko (JPN) · Hiroši Suzuki · Yoshihiro Hamaguchi · Toru Goto · Teijiro Tanikawa                                                              | · Francie (FRA) · Joseph Benardo · Aldo Eminente · Alex Jany · Jean Boiteux                                                               |
| LOH 1956 | · Austrálie (AUS) · Kevin O'Halloran · John Devitt · Murray Rose · Jon Henricks                                                                                                 | · Spojené státy americké (USA) · Dick Hanley · George Breen · Bill Woolsey · Ford Konno                                                            | · Sovětský svaz (URS) · Vitaly Sorokin · Vladimir Strushanov · Gennadij Nikolajev · Boris Nitikin                                         |
| LOH 1960 | · Spojené státy americké (USA) · George Harrison · Richard Blick · Michael Troy · Jeffrey Farrell                                                                               | · Japonsko (JPN) · Makoto Fukui · Hiroshi Ishii · Tsuyoshi Yamanaka · Tatsuo Fujimoto                                                              | · Austrálie (AUS) · David Dickson · John Devitt · Murray Rose · John Konrads                                                              |
| LOH 1964 | · Spojené státy americké (USA) · Stephen Clark · Roy Saari · Gary Ilman · Don Schollander                                                                                       | · Tým sjednoceného Německa (EUA) · Horst-Günther Gregor · Gerhard Hetz · Frank Wiegand · Hans-Joachim Klein                                        | · Japonsko (JPN) · Makoto Fukui · Kunihiro Iwasaki · Toshio Shoji · Yujiaki Okabe                                                         |
| LOH 1968 | · Spojené státy americké (USA) · John Nelson · Stephen Rerych · Mark Spitz · Don Schollander                                                                                    | · Austrálie (AUS) · Greg Rogers · Graham White · Bob Windle · Mike Wenden                                                                          | · Sovětský svaz (URS) · Vladimir Bure · Semyon Belits-Geiman · Georgij Kulikov · Leonoid Iljičev                                          |
| LOH 1972 | · Spojené státy americké (USA) · John Kinsella · Frederick Tyler · Steve Genter · Mark Spitz                                                                                    | · Západní Německo (FRG) · Klaus Steinbach · Werner Lampe · Hans-Günter Vosseler · Hans-Joachim Fassnacht                                           | · Sovětský svaz (URS) · Igor Grivennikov · Viktor Mazanov · Georgij Kulikov · Vladimir Bure                                               |
| LOH 1976 | · Spojené státy americké (USA) · Mike Bruner · Bruce Furniss · John Naber · Jim Montgomery                                                                                      | · Sovětský svaz (URS) · Vladimir Rastakov · Andrei Bogdanov · Sergej Kopljakov · Andrej Krylov                                                     | · Velká Británie (GBR) · Alan McClatchey · David Dunne · Gordon Downie · Brian Brinkley                                                   |
| LOH 1980 | · Sovětský svaz (URS) · Sergej Kopljakov · Vladimir Salnikov · Ivar Stukolkin · Andrej Krylov                                                                                   | · Německá demokratická republika (GDR) · Frank Pfütze · Jörg Woithe · Detlev Grabs · Rainer Strohbach                                              | · Brazílie (BRA) · Jorge Fernandes · Marcus Mattioli · Cyro Delgado · Djan Madruga                                                        |
| LOH 1984 | · Spojené státy americké (USA) · Michael Heath · David Larson · Jeffrey Float · Bruce Hayes                                                                                     | · Západní Německo (FRG) · Thomas Fahrner · Dirk Korthals · Alexander Schwotka · Michael Gross                                                      | · Velká Británie (GBR) · Neil Cochran · Paul Easter · Paul Howe · Andrew Astbury                                                          |
| LOH 1988 | · Spojené státy americké (USA) · Troy Dalbey · Matt Cetlinski · Doug Gjertsen · Matt Biondi                                                                                     | · Německá demokratická republika (GDR) · Uwe Dassler · Sven Lodziewski · Thomas Flemming · Steffen Zesner                                          | · Západní Německo (FRG) · Erik Hochstein · Thomas Fahrner · Rainer Henkel · Michael Gross                                                 |
| LOH 1992 | · Sjednocený tým (EUN) · Dmitrij Lepikov · Vladimir Pyšněnko · Veniamin Tajanovič · Jevgenij Sadovyj · Aleksey Kudryavtsev · Jurij Muchin                                       | · Švédsko (SWE) · Christer Wallin · Anders Holmertz · Tommy Werner · Lars Frölander                                                                | · Spojené státy americké (USA) · Joe Hudepohl · Melvin Stewart · Jon Olsen · Doug Gjertsen · Scott Jaffe · Daniel Jorgensen               |
| LOH 1996 | · Spojené státy americké (USA) · Josh Davis · Joe Hudepohl · Bradley Schumacher · Ryan Berube · Jon Olsen                                                                       | · Švédsko (SWE) · Anders Lyrbring · Anders Holmertz · Christer Wallin · Lars Frölander                                                             | · Německo (GER) · Christian Tröger · Aimo Heilmann · Christian Keller · Steffen Zesner · Konstantin Dubrovin · Oliver Lampe               |
| LOH 2000 | · Austrálie (AUS) · Ian Thorpe · Michael Klim · Todd Pearson · Bill Kirby · Grant Hackett · Daniel Kowalski ·                                                                   | · Spojené státy americké (USA) · Scott Goldblatt · Josh Davis · Jamie Rauch · Klete Keller · Nate Dusing · Chad Carvin                             | · Nizozemsko (NED) · Martijn Zuijdweg · Johan Kenkhuis · Marcel Wouda · Pieter van den Hoogenband · Mark van der Zijden                   |
| LOH 2004 | · Spojené státy americké (USA) · Michael Phelps · Ryan Lochte · Peter Vanderkaay · Klete Keller · Dan Ketchum · Scott Goldblatt                                                 | · Austrálie (AUS) · Grant Hackett · Michael Klim · Nicholas Sprenger · Ian Thorpe · Todd Pearson · Antony Matkovich · Craig Stevens                | · Itálie (ITA) · Emiliano Brembilla · Massimiliano Rosolino · Simone Cercato · Filippo Magnini · Matteo Pelliciari · Federico Cappellazzo |
| LOH 2008 | · Spojené státy americké (USA) · Michael Phelps · Ryan Lochte · Ricky Berens · Peter Vanderkaay · David Walters · Eric Vendt · Klete Keller                                     | · Rusko (RUS) · Danila Izotov · Jevgenij Lagunov · Nikita Lobincev · Alexandr Suchorukov · Michail Poliščuk                                        | · Austrálie (AUS) · Patrick Murphy · Grant Hackett · Grant Brits · Nick Ffrost · Kirk Palmer · Leith Brodie                               |
| LOH 2012 | · Spojené státy americké (USA) · Ryan Lochte · Conor Dwyer · Ricky Berens · Michael Phelps · Charlie Houchin (rozplavba) · Matt McLean (rozplavba) · Davis Tarwater (rozplavba) | · Francie (FRA) · Amaury Leveaux · Grégory Mallet · Clément Lefert · Yannick Agnel · Jérémy Stravius (rozplavba)                                   | · Čína (CHN) · Hao Yun · Li Yunqi · Jiang Haiqi · Sun Jang · Lü Zhiwu (rozplavba) · Dai Jun (rozplavba)                                   |
| LOH 2016 | Spojené státy americké (USA) · Conor Dwyer · Townley Haas · Ryan Lochte · Michael Phelps · Clark Smith (rozplavba) · Jack Conger (rozplavba) · Gunnar Bentz(rozplavba)          | Velká Británie (GBR) · Stephen Milne · Duncan Scott · Daniel Wallace · James Guy · Robbie Renwick (rozplavba)                                      | Japonsko (JPN) · Kosuke Hagino · Naito Ehara · Yuki Kobori · Takeshi Matsuda                                                              |
| LOH 2020 | Velká Británie · Thomas Dean · James Guy · Matthew Richards · Duncan Scott · Calum Jarvis (rozplavba)                                                                           | Sportovci ROV · Martin Maljutin · Ivan Girev · Jevgenij Rylov · Michail Dovgaljuk · Alexandr Krasnych (rozplavba) · Michail Vekoviščev (rozplavba) | Austrálie · Alexander Graham · Kyle Chalmers · Zac Incerti · Thomas Neill · Mack Horton(rozplavba) · Elijah Winnington (rozplavba)        |

## 4 × 100 m polohový závod
| Rok      | Zlato | Stříbro | Bronz |
| -------- | --- | --- | --- |
| LOH 1960 | · Spojené státy americké (USA) · Frank McKinney · Paul Hait · Lance Larson · Jeffrey Farrell | · Austrálie (AUS) · David Theile · Terry Gathercole · Neville Hayes · Geoff Shipton                                                                          | · Japonsko (JPN) · Kazuo Tomita · Koichi Hirakida · Yoshihiko Osaki · Keigo Shimizu                                             |
| LOH 1964 | · Spojené státy americké (USA) · Harold Mann · William Craig · Fred Schmidt · Stephen Clark | · Tým sjednoceného Německa (EUA) · Ernst-Joachim Kuppers · Egon Henninger · Horst-Günther Gregor · Hans-Joachim Klein                                        | · Austrálie (AUS) · Peter Reynolds · Ian O'Brien · Kevin Berry · David Dickson                                                  |
| LOH 1968 | · Spojené státy americké (USA) · Charles Hickcox · Don McKenzie · Douglas Russell · Kenneth Walsh | · Německá demokratická republika (GDR) · Roland Matthes · Egon Henninger · Horst-Günther Gregor · Frank Wiegand                                              | · Sovětský svaz (URS) · Jurij Gromak · Vladimir Kosinskij · Vladimir Nemšilov · Leonid Ijičev                                   |
| LOH 1972 | · Spojené státy americké (USA) · Michael Stamm · Tom Bruce · Mark Spitz · Jerry Heidenreich | · Německá demokratická republika (GDR) · Roland Matthes · Klaus Katzur · Hartmut Flöckner · Lutz Unger                                                       | · Kanada (CAN) · Erik Fish · William Mahony · Bruce Robertson · Robert Kasting                                                  |
| LOH 1976 | · Spojené státy americké (USA) · John Naber · John Hencken · Matt Vogel · Jim Montgomery | · Kanada (CAN) · Stephen Pickell · Graham Smith · Clay Evans · Gary MacDonald                                                                                | · Západní Německo (FRG) · Klaus Steinbach · Walter Kusch · Michael Kraus · Peter Nocke                                          |
| LOH 1980 | · Austrálie (AUS) · Mark Kerry · Peter Evans · Mark Tonelli · Neil Brooks | · Sovětský svaz (URS) · Viktor Kuzněcov · Arsens Miskarovs · Jevgenij Serdin · Sergej Kopljakov                                                              | · Velká Británie (GBR) · Gary Abraham · Duncan Goodhew · David Lowe · Martin Smith                                              |
| LOH 1984 | · Spojené státy americké (USA) · Rick Carey · Steve Lundquist · Pablo Morales · Rowdy Gaines | · Kanada (CAN) · Mike West · Victor Davis · Tom Ponting · Sandy Goss                                                                                         | · Austrálie (AUS) · Mark Kerry · Peter Evans · Glenn Buchanan · Mark Stockwell                                                  |
| LOH 1988 | · Spojené státy americké (USA) · David Berkoff · Richard Schroeder · Matt Biondi · Chris Jacobs | · Kanada (CAN) · Mark Tewksbury · Victor Davis · Tom Ponting · Sandy Goss                                                                                    | · Sovětský svaz (URS) · Igor Poljanskij · Dmitrij Volkov · Vadim Yaroshchuk · Gennadij Prigoda                                  |
| LOH 1992 | · Spojené státy americké (USA) · Jeff Rouse · Nelson Diebel · Pablo Morales · Jon Olsen · David Berkoff · Hans Dersch · Melvin Stewart · Matt Biondi                                                      | · Sjednocený tým (EUN) · Vladimir Selkov · Vasilij Ivanov · Pavlo Chnykin · Alexandr Popov · Vladimir Pyšněnko · Vladislav Kulikov · Dmitrij Volkov          | · Kanada (CAN) · Mark Tewksbury · Jonathan Cleveland · Marcel Géry · Stephen Clarke · Tom Ponting                               |
| LOH 1996 | · Spojené státy americké (USA) · Jeff Rouse · Jeremy Linn · Mark Henderson · Gary Hall, Jr. · Josh Davis · Kurt Grote · John Hargis · Tripp Schwenk                                                       | · Rusko (RUS) · Vladimir Selkov · Stanislav Lopuchov · Denis Pankratov · Alexandr Popov · Roman Ivanovskij · Vladislav Kulikov · Roman Jegorov               | · Austrálie (AUS) · Phil Rogers · Michael Klim · Scott Miller · Steven Dewick · Toby Haenen                                     |
| LOH 2000 | · Spojené státy americké (USA) · Lenny Krayzelburg · Ed Moses · Ian Crocker · Gary Hall, Jr. · Neil Walker · Tommy Hannan · Jason Lezak                                                                   | · Austrálie (AUS) · Matt Welsh · Regan Harrison · Geoff Huegill · Michael Klim · Josh Watson · Ryan Mitchell · Adam Pine · Ian Thorpe                        | · Německo (GER) · Stev Theloke · Jens Kruppa · Thomas Rupprath · Torsten Spanneberg                                             |
| LOH 2004 | · Spojené státy americké (USA) · Aaron Peirsol · Brendan Hansen · Ian Crocker · Jason Lezak · Lenny Krayzelburg · Mark Gangloff · Michael Phelps · Neil Walker                                            | · Německo (GER) · Steffen Driesen · Jens Kruppa · Thomas Rupprath · Lars Conrad · Helge Meeuw                                                                | · Japonsko (JPN) · Tomomi Morita · Kósuke Kitadžima · Takashi Yamamoto · Yoshihiro Okumura                                      |
| LOH 2008 | · Spojené státy americké (USA) · Aaron Peirsol · Brendan Hansen · Michael Phelps · Jason Lezak · Matt Grevers · Mark Gangloff · Ian Crocker · Garrett Weber-Gale                                          | · Austrálie (AUS) · Hayden Stoeckel · Brenton Rickard · Andrew Lauterstein · Eamon Sullivan · Ashley Delaney · Christian Sprenger · Adam Pine · Matt Targett | · Japonsko (JPN) · Junichi Miyashita · Kósuke Kitadžima · Takuro Fujii · Hisayoshi Sato                                         |
| LOH 2012 | · Spojené státy americké (USA) · Nathan Adrian · Matt Grevers · Brendan Hansen · Cullen Jones · Tyler McGill · Michael Phelps · Nick Thoman · Eric Shanteau                                               | · Japonsko (JPN) · Takuro Fujii · Ryosuke Irie · Kósuke Kitadžima · Takeshi Matsuda                                                                          | · Austrálie (AUS) · Tommaso D'Orsogna · James Magnussen · Brenton Rickard · Christian Sprenger · Hayden Stoeckel · Matt Targett |
| LOH 2016 | · Spojené státy americké (USA) · Ryan Murphy · Cody Miller · Michael Phelps · Nathan Adrian · David Plummer (rozplavba) · Kevin Cordes (rozplavba) · Tom Shields (rozplavba) · Caeleb Dressel (rozplavba) | · Velká Británie (GBR) · Chris Walker-Hebborn · Adam Peaty · James Guy · Duncan Scott                                                                        | · Austrálie (AUS) · Mitch Larkin · Jake Packard · David Morgan · Kyle Chalmers · Cameron McEvoy (rozplavba)                     |
| LOH 2020 | Spojené státy americké · Ryan Murphy · Michael Andrew · Caeleb Dressel · Zach Apple · Hunter Armstrong (rozplavba) · Andrew Wilson (rozplavba) · Tom Shields (rozplavba) · Blake Pieroni (rozplavba)      | Velká Británie · Luke Greenbank · Adam Peaty · James Guy · Duncan Scott · James Wilby (rozplavba)                                                            | Itálie · Thomas Ceccon · Nicolò Martinenghi · Federico Burdisso · Alessandro Miressi                                            |

## 10 km maratón
| Rok      | Zlato                                      | Stříbro                             | Bronz                                |
| -------- | ------------------------------------------ | ----------------------------------- | ------------------------------------ |
| LOH 2008 | Maarten van der Weijden · Nizozemsko (NED) | David Davies · Velká Británie (GBR) | Thomas Lurz · Německo (GER)          |
| LOH 2012 | Oussama Mellouli · Tunisko (TUN)           | Thomas Lurz · Německo (GER)         | Richard Weinberger · Kanada (CAN)    |
| LOH 2016 | Ferry Weertman · Nizozemsko (NED)          | Spyridon Gianniotis · Řecko (GRE)   | Marc-Antoine Olivier · Francie (FRA) |
| LOH 2020 | Florian Wellbrock · Německo (GER)          | Kristóf Rasovszky · Maďarsko (HUN)  | Gregorio Paltrinieri · Itálie (ITA)  |
| LOH 2024 | Kristóf Rasovszky · Maďarsko (HUN)         | Oliver Klemet · Německo (GER)       | Dávid Betlehem · Maďarsko (HUN)      |

## Ukončené disciplíny

### 100 m námořníci
| Rok      | Zlato                           | Stříbro                         | Bronz                          |
| -------- | ------------------------------- | ------------------------------- | ------------------------------ |
| LOH 1896 | Ioannis Malokinis · Řecko (GRE) | Spyridon Chazapis · Řecko (GRE) | Dimitrios Drivas · Řecko (GRE) |

### 50 yd volný způsob
| Rok      | Zlato                          | Stříbro                                    | Bronz                                          |
| -------- | ------------------------------ | ------------------------------------------ | ---------------------------------------------- |
| LOH 1904 | Zoltán Halmay · Maďarsko (HUN) | Scott Leary · Spojené státy americké (USA) | Charles Daniels · Spojené státy americké (USA) |

### 100 yd volný způsob
| Rok      | Zlato                          | Stříbro                                        | Bronz                                      |
| -------- | ------------------------------ | ---------------------------------------------- | ------------------------------------------ |
| LOH 1904 | Zoltán Halmay · Maďarsko (HUN) | Charles Daniels · Spojené státy americké (USA) | Scott Leary · Spojené státy americké (USA) |

### 220 yd volný způsob
| Rok      | Zlato                                          | Stříbro                        | Bronz                       |
| -------- | ---------------------------------------------- | ------------------------------ | --------------------------- |
| LOH 1904 | Charles Daniels · Spojené státy americké (USA) | Francis Gailey · Francie (FRA) | Emil Rausch · Německo (GER) |

### 440 yd volný způsob
| Rok      | Zlato                                          | Stříbro                        | Bronz                       |
| -------- | ---------------------------------------------- | ------------------------------ | --------------------------- |
| LOH 1904 | Charles Daniels · Spojené státy americké (USA) | Francis Gailey · Francie (FRA) | Otto Wahle · Rakousko (AUT) |

### 500 m volný způsob
| Rok      | Zlato                        | Stříbro                        | Bronz                                 |
| -------- | ---------------------------- | ------------------------------ | ------------------------------------- |
| LOH 1896 | Paul Neumann · Německo (GER) | Antonios Pepanos · Řecko (GRE) | Efstathios Choraphas · Rakousko (AUT) |

### 880 yd volný způsob
| Rok      | Zlato                       | Stříbro                        | Bronz                      |
| -------- | --------------------------- | ------------------------------ | -------------------------- |
| LOH 1904 | Emil Rausch · Německo (GER) | Francis Gailey · Francie (FRA) | Géza Kiss · Maďarsko (HUN) |

### 1000 m volný způsob
| Rok      | Zlato                                     | Stříbro                     | Bronz                          |
| -------- | ----------------------------------------- | --------------------------- | ------------------------------ |
| LOH 1900 | John Arthur Jarvis · Velká Británie (GBR) | Otto Wahle · Rakousko (AUT) | Zoltán Halmay · Maďarsko (HUN) |

### 1200 m volný způsob
| Rok      | Zlato                         | Stříbro                       | Bronz                             |
| -------- | ----------------------------- | ----------------------------- | --------------------------------- |
| LOH 1896 | Alfréd Hajós · Maďarsko (HUN) | Ioannis Andreou · Řecko (GRE) | Efstathios Chorafas · Řecko (GRE) |

### 1 míle volný způsob
| Rok      | Zlato                       | Stříbro                    | Bronz                          |
| -------- | --------------------------- | -------------------------- | ------------------------------ |
| LOH 1904 | Emil Rausch · Německo (GER) | Géza Kiss · Maďarsko (HUN) | Francis Gailey · Francie (FRA) |

### 4000 m volný způsob
| Rok      | Zlato                                     | Stříbro                        | Bronz                        |
| -------- | ----------------------------------------- | ------------------------------ | ---------------------------- |
| LOH 1900 | John Arthur Jarvis · Velká Británie (GBR) | Zoltán Halmay · Maďarsko (HUN) | Louis Martin · Francie (FRA) |

### 100 yd znak
| Rok      | Zlato                        | Stříbro                        | Bronz                           |
| -------- | ---------------------------- | ------------------------------ | ------------------------------- |
| LOH 1904 | Walter Brack · Německo (GER) | Georg Hoffmann · Německo (GER) | Georg Zacharias · Německo (GER) |

### 400 m prsa
| Rok      | Zlato                         | Stříbro                      | Bronz                                 |
| -------- | ----------------------------- | ---------------------------- | ------------------------------------- |
| LOH 1912 | Walter Bathe · Německo (GER)  | Thor Henning · Švédsko (SWE) | Percy Courtman · Velká Británie (GBR) |
| LOH 1920 | Håkan Malmrot · Švédsko (SWE) | Thor Henning · Švédsko (SWE) | Arvo Aaltonen · Finsko (FIN)          |

### 440 yd prsa
| Rok      | Zlato                           | Stříbro                      | Bronz                                              |
| -------- | ------------------------------- | ---------------------------- | -------------------------------------------------- |
| LOH 1904 | Georg Zacharias · Německo (GER) | Walter Brack · Německo (GER) | Henry Jamison Handy · Spojené státy americké (USA) |

### 200 m týmový závod
| Rok      | Zlato                                                                                                | Stříbro                                                                                 | Bronz                                                                                  |
| -------- | --- | --------------------------------------------------------------------------------------- | -------------------------------------------------------------------------------------- |
| LOH 1900 | · Německo (GER) · Ernst Hoppenberg · Max Hainle · Julius Frey · Max Schöne · Herbert von Petersdorff | · Francie (FRA) · Maurice Hochepied · Victor Hochepied · Bertrand · Verbecke · M. Cadet | · Francie (FRA) · Tartara · Louis Martin · Désiré Mérchez · Jean Leuilleux · P. Houben |

### 4x50 yd volný způsob
| Rok      | Zlato                                                                                         | Stříbro                                                                                       | Bronz                                                                                                |
| -------- | --------------------------------------------------------------------------------------------- | --------------------------------------------------------------------------------------------- | --- |
| LOH 1904 | · Spojené státy americké (USA) · Joseph Ruddy · Leo Goodwin · Louis Handley · Charles Daniels | · Spojené státy americké (USA) · David Hammond · William Tuttle · Hugo Goetz · Raymond Thorne | · Spojené státy americké (USA) · Amedee Reyburn · Gwynne Evans · Marquard Schwarz · William Orthwein |

### 200 m překážková trať
| Rok      | Zlato                            | Stříbro                     | Bronz                             |
| -------- | -------------------------------- | --------------------------- | --------------------------------- |
| LOH 1900 | Frederick Lane · Austrálie (AUS) | Otto Wahle · Rakousko (AUT) | Peter Kemp · Velká Británie (GBR) |

### Plavání pod vodou
| Rok      | Zlato                                 | Stříbro                   | Bronz                          |
| -------- | ------------------------------------- | ------------------------- | ------------------------------ |
| LOH 1900 | Charles de Vendeville · Francie (FRA) | André Six · Francie (FRA) | Peder Lykkeberg · Dánsko (DEN) |